# Baní Suwajf (guvernorát)
Baní Suwajf (arabsky: بني سويف‎) je egyptský guvernorát, nachází se v centrální části země na západním břehu Nilu. Nachází se zde několik cementáren. Na území celého guvernorátu lze najít jedinou turistickou atrakci, pyramidu u Médúmu, kterou si pravděpodobně nechal postavit faraon Hunej. Hlavní město guvernorátu je Baní Suwajf.